# Национална безбедносна агенција
Национална безбедносна агенција (енгл. National Security Agency), позната по свом акрониму НСА (од енгл. NSA), сматра се највећом америчком савезном обавештајном агенцијом. Одговорна је за сакупљање и анализу страних комуникација и за безбедност америчких владиних комуникација од напада сличних агенција из остатка света. Званично је успостављена 4. новембра 1952, као део министарства одбране. Њен директор је увек био високи морнарички официр, или генерал са три звездице. НСА је члан и кључна компонента Обавештајне заједнице САД којом управља Директор националног обавештавања.
Прислушкивачке мисије НСА укључују радио трансмисију разних појединаца и организација, интернет, телефонски саобраћај и друге пресретнуте видове комуникација. Њене мисије обезбеђивања комуникација укључују војне, дипломатске, и све остале осетљиве, поверљиве или тајне владине комуникације. Упркос чињеници да је описују као највећег појединачног послодавца математичара, власника највеће појединачне групе суперраучнара, НСА је била у изненађујућој анонимности све до почетка 21. века. Дуго времена влада САД чак није ни признавала њено постојање. Често се, напола у шали, говорило да НСА акроним представља речи "No Such Agency" (Не постоји таква агенција), и такође "Never Say Anything" (Никад ништа не говори), првенствено за своје запослене.
Због својих прислушкивачких задатака, НСА/ЦСС је дубоко умешана у развој криптоанализе, настављајући рад својих агенција-претходника, одговорних за разбијање многих шифара током Другог светског рата (на пример, видети Љубичасти код, Венона и ЈН-25).
Седиште НСА је у Форт Џорџ Џ. Миду, Мериленд, приближно 16 km североистчно од града Вашингтона. НСА има сопствени излаз са пута Балтимор-Вашингтон, на коме пише „Само за запослене у НСА“, који обично чувају два возила државне полиције Мериленда. Размере операција НСА је тешко утврдити из некласификованих података, али одређена представа се може стећи из података о потрошњи струје у седишту НСА. Буџет НСА за електричну енергију прелази 21 милион долара годишње, што НСА чини другим највећим потрошачем струје у држави Мериленд. На фотографијама се може видети 18.000 паркинг места испред зграде НСА, мада неке процене истичу да укупан број запослених у НСА износи двоструко толико широм света.
Рад НСА са тајним безбедним владиним комуникацијама је учинио да НСА буде умешана у разне технолошке области, укључујући развој специјализованог комуникационог хардвера и софтвера, производњу полупроводника (постоји фабрика за производњу чипова у Форт Миду), и истраживање напредне криптографије. Агенција уговара послове са приватним сектором у пољима истраживања и опреме.

## Историја агенције
Почеци НСА датирају од организације првобитно успостављене унутар министарства одбране, Безбедносне агенције оружаних снага (АФСА), 20. маја, 1949. АФСА је требало да буде одговорна за управљање електронским обавештајним активностима, и активностима везаним за комуникације, војнообавештајних јединица - Војна сигурносна агенција, Морнаричка сигурносна група и Ваздухопловна сигурносна служба. Међутим, агенција је имала мало моћи и недостајао јој је централизовани координациони механизам. Стварање НСА је било резултат једног меморандума који је 10. децембра, 1951, послао директор ЦИА, Волтер Бедел Смит Џејмсу Б. Лају, извршном секретару Националног безбедносног савета. У овом меморандуму је изнето запажање да се „контрола над, координација, сакупљање и обрада комуникационих обавештајних података оказала неефикасном“, и препоручено је испитивање комуникационих обавештајних активности. Овај предлог је прихваћен 13. децембра, 1951, а студија је одобрена 28. децембра, 1951. Извештај је завршен до 13. јуна, 1952. Општепознат као „Извештај Браунвеловог комитета“, по председнику комитета, Херберту Браунвелу, овај извештај је испитивао историју америчких комуникационих обавештајних активности, и налазио је потребу за много већим степеном координације и управљања на националном нивоу. Како је и промена имена безбедносне агенције говорила, улога НСА је била проширена изван војних послова.
Стварање НСА је одобрено у писму које је написао амерички председник Хари С. Труман у јуну 1952. Агенција је формално успостављена кроз ревизију Обавештајне директиве Националног безбедносног савета (НСЦИД) 9, 24. октобра 1952, и званично је почела да постоји 4. новембра 1952. Труманово писмо је било класификовано као поверљиво, и остало је непознато јавности током више од једне генерације.

## Учешће у не-владиним криптографским активностима
НСА је била умешана у дебате о јавним политикама, и иза завеса као саветодавац другим телима, и директно током и након директоровања вицеадмирала Бобија Реја Инмана.
НСА се запетљала у контроверзу која се тицала њене умешаности у стварање Стандарда за енкрипцију података (ДЕС), стандарада и јавне блок шифре коју је користила америчка влада. Током 1970-их, док је IBM развијао овај стандард, НСА је предложила измене у алгоритму. Постојала је сумња да је агенција намерно ослабила алгоритам довољно да омогући прислушкивање у случају потребе. Сумњало се да је кључна компонента – такозване S-кутије – била измењена како би се уметнуо „тајни пролаз“; и да је дужина кључа смањена, што би за НСА олакшало проналажење кључа употребом масивне рачунарске снаге.
Међутим, када је више деценија касније изнова (овај пут јавно) изумљена техника позната као диференцијална криптоанализа, испоставило се да је једна од измена (у S-кутијама) у ствари била начињена како би се алгоритам ојачао против овог—тада јавности непознатог—метода напада. Са друге стране, скраћивање криптографског кључа са 128 битова, како је предложио IBM, на ефективну дужину кључа од само 56 битова, може се разумети само као намерно слабљење алгоритма, што је омогућило напад методом грубе силе онима са довољно рачунарске снаге и финансија.
Могуће због претходне контроверте, умешаност НСА у избору алгоритма-наследника ДЕС-а, Напредног стандарда за енкрипцију (АЕС), је било ограничено на хардверско тестирање перформанси.
НСА је била један од главних учесника у дебатама које су трајале од средине до касних деведесетих, а тицале су се извоза криптографије. Криптографски софтвер и хардвер је дуго био класификован заједно са борбеним авионима, тенковима, топовима, и атомским бомбама.
НСА/ЦСС је раније покушавала да забрани објављивање академских криптографских истраживања; пример су Куфу и Кафр блок шифре.

## Патенти
НСА има могућност да патентира открића у патентном заводу у Америци под тајним патентима. За разлику од нормалних патената, патенти НСА се никад не објављују, и не истичу. Међутим, ако патентни завод прими идентичну пријаву од треће стране, тада он открива патент НСА, и званично га предаје НСА као патент пуног рока употребе од тог датума.

## Домаћа активност
Повеља НСА, извршно наређење „12333”. Архивирано из оригинала 06. 08. 2006. г. Приступљено 11. 07. 2006., овлашћује НСА да сакупља информације које чине „стране обавештајне или противобавештајне активности“, док се забрањује „прикупљање информација које се тичу домаће активности особа и Сједињених Држава“. Традиционално, НСА је тврдила да се ослања на ФБИ (који је одговоран за домаће обавештајне активности), у сакупљању информација о страним обавештајним активностима које се одвијају унутар граница САД, ограничавајући своје деловање унутар САД на амбасаде и мисије страних држава.
Активности описане даље у чланку, посебно јавно признато прислушкивање телефона у Америци и програми домаће базе података позива, су узроковали општу забринутост за приватност, и питања која се тичу домета и моћи НСА.

### 
Верује се да је НСА/ЦСС, у сарадњи са сличним агенцијама у Уједињеном Краљевству (Владин главни штаб за комуникације), Канади (Установа за безбедност комуникација), Аустралији (Одбрамбени директорат за сигнале), и Новом Зеланду (Владин биро за безбедност комуникација), у групи познатој под именом UKUSA, одговорна, између осталог, за функционисање система ECHELON. Сумња се да је овај систем у стању да надзире велики проценат светског цивилног телефонског, факс и саобраћаја података. Једна од најважнијих база овог система је у номинално РАФ-овој станици на Менвит Хилу 54° 00′ 58″ С; 1° 40′ 57″ З / 54.0162° С; 1.6826° З близу Харогејта, Јоркшир. Друга постаја, у Шугар Гроуву, Западна Вирџинија 38° 30′ 54″ С; 79° 17′ 03″ З / 38.514997° С; 79.28421° З, пресреће све међународне комуникације које улазе у источне САД, док постаја близу Јакима, Вашингтон 46° 40′ 55″ С; 120° 21′ 28″ З / 46.681965° С; 120.357810° З пресреће саобраћај у западним САД, по подацима из чланка који је објавио Њујорк тајмс 25. децембра 2005.
Технички, скоро све модерне телефонске, интернет, факс и сателитске комуникације се могу пресретати услед скорашњих напредака у технологији и дифузне природе већине радио-комуникација широм света. Операције сакупљања информација, за које се сумња да их НСА спроводи, су подигле буру критика у САД, услед страховања да НСА крши права на приватност америчких држављана. Међутим, Сигнална обавештајна директива 18 Сједињених Држава (УССИД 18) строго забрањује НСА пресретање или сакупљање информација о "... америчким особама, ентитетима, корпорацијама или организацијама..." без експлицитне писмене правне дозволе од Врховног тужиоца Сједињених Држава. Врховни суд САД је пресудио да обавештајне агенције не смеју да спроводе надзор над америчким држављанима. Постоји неколико екстремних околности код којих је сакупљање података о америчким ентитетима дозвољено упркос УССИД 18, као што су цивилни позиви у помоћ, или изненадне хитне ситуације (као што су били терористички напади 11. септембра; међутим, Патриотски закон је значајно променио законске одредбе у вези приватности).
Сматрало се да је у протеклом времену било наводниих кршења УССИД 18. Осим тога, грађани држава изван савеза UKUSA, гаје општу индигнацију према овом систему, и сумњу да га влада Сједињених Држава користи за мотиве који немају везе са државном безбедности, укључујући политичку и индустријску шпијунажу. Намене НСА/ЦСС, декларисане у њеној повељи, су искључиво сакупљање значајних страних обавештајних података, који имају везе са државном безбедности, или војнообавештајним операцијама.

### Програм Танка нит ()
Према информацијама листа Балтимор Сана (Baltimore Sun) из 2006. године, програм прислушкивања под називом Тин Тред (en:Thin Tread на српском Танка нит) тестиран је крајем деведесетих година 20. века.
Овај програм је можда представљао основу за технологију примењену у каснијим системима, али су његова ограничења условљена поштовањем приватности грађана САД у потпуности одбачена након терористичког напада на Светски трговински центар, 11/9.

### Прислушкивање телефона
Дана 16. децембра 2005. год. Њујорк тајмс је објавио причу у којој се тврди да је под притиском Беле куће и по изричитом наређењу америчког председника Џорџа В. Буша, НСА започела прислушкивање телефонских разговора без судског налога. У склопу борбе против тероризма, НСА прислушкује међународне разговоре појединаца у САД.
Према Њујорк тајмсу:
Бела кућа затражила је од Њујорк тајмса да не објавио овај чланак, тврдећи да би његово објављивање могло да угрози истраге које су у току и да упозори потенцијалне терористе на чињеницу да су под присмотром. Након састанка за високим представницима државне администрације, лист је одлучио да на годину дана одложи објављивање чланка и да у том периоду обави додатна истраживања. Неке информације које би по мишљењу представника државне администрације могле да буду корисне терористима, изостављене су из текста.
Вест о прислушкивању изазвала је реакцију међу члановима Конгреса и других организација које овакве поступке сматрају злоупотребом закона и кршењем уставних права. Сенатор Арлен Спектер (Arlen Specter), члан Републиканске странке и председавајући Законодавног комитета Сената САД, изјавио је да „нема сумње да је овакво поступање непримерено“ и да је „јасно и неспорно погрешно“ и да ће иницирати расправу на ту тему почетком 2006. године. Његов позив на истрагу је наишао на подршку конгресмена Роба Симонса (Rob Simmons), председавајућег Обавештајног подкомитета Комитета за националну безбедност америчког конгреса. Да ли је прислушкивање било уско усмерено на лоцирање потенцијалних тероростичких претњи у САД или је оно било много, много шире? питао је у својој изјави. Као и у случају ECHELON-а, многи сматрају да је политика Беле куће у директној супротности са САД Сигналном директивом бр. 18 која каже: „Комуникације од, ка или у вези са грађанином САД (један ред је редигован), не могу се намерно прикупљати без додатних овлашћења“. Надгледање у циљу превенције тероризма обухваћено је другим делом Патриотског акта САД.
Секретар за штампу Беле Куће, Скот Меклелан (Scott McClellan) одбио је да коментарише причу објављену 16. децембра тврдећи да „са разлогом се не се упуштамо расправу о текућим обавештајним активностима зато што би на тај начин угрозили наше напоре да се спрече напади." Следећег јутра, 17. децембра, председник се уместо у свом редовном недељном радио обраћању, обратио нацији преко телевизије, у наступу који је трајао скоро 8 минута и том приликом је потврдио да је одобрио обављање претреса и прислушкивање телефона без судског налога. Видљиво љут, дефинисао је своје поступке као „изузетно значајне за нашу националну безбедност“ и изјавио да амерички народ од њега очекује да „учиним све што је у мојој моћи, у складу са законима и уставом, да заштитим њих и њихове грађанске слободе“ све док постоји „константна претња“ од Ал Каиде. Председник је такође употребио грубе речи за оне који су провалили причу, тврдећи да су поступали незаконито. „Неовлашћено разоткривање ових напора наноси штету нашој националној безбедности и доводи наше грађане у опасност“, изјавио је.
Сенатор Рас Феинголд (Russ Feingold) назвао је председникове изјаве „запањујуће екстремним“ у телефонском интервју који је дао Асошијејтид пресу (Associated Press). Он је такође додао, „Уколико је то истина, није му потребан Патриотски Акт зато што може да га измишља успут. Кажем Вам, он је председник Џорџ Буш, а не краљ Џорџ Буш. Ово није систем владавине који имамо и за који смо се борили." Феинголд је био истоветно оштар и у интервју који је дао ЦНН-у. „Ми имамо председника, а не краља“, рекао је. Сенатор Патрик Леахи (Patrick Leahy), демократски сенатор у Судском комитету, је касније додао: „Изгледа да Бушова администрација верује да је изнад закона."
Критичари оваквог поступка Њујорк тајмса тврде да председник има овлашење да нареди овакве поступке и да му је то овлашћење загарантовано Извршном наредбом 12333 (Executive Order 12333) коју је потписао председник Роналд Реган још 1981. год.
Министарство правде САД покренуло је истрагу крајем децембра 2005. године у покушају да утврди одакле је процурела информација о прислушкивању коју је објавио Њујорк тајмс.

### База података телефонских позива
Дана 10. маја 2006. године амерички лист „САД Данас“ (USA Today) објавио је да НСА оперише са „највећом базом података на свету“, која садржи детаљне снимке свих телефонских позива (домаћих и међународних) обавељених преко компанија AT&T, Verizon и BellSouth. После признања инцидента државна администрација данас тврди да нису сакупљена лична имена, адресе и друге личне информације. Као и друге најзначајније телефонске компаније и Qwest Communications је добио захтев да обезбеди увид у податке о корисницима али је компанија одбила овај захтев на правној основи, позивајући се на непостојање налога.

### Претходни случајеви када је НСА прислушкивала грађане САД
У годинама након оставке америчког председника Никсона, било је покренуто неколико истрага на основу сумња у злоупотребе ЦИА и НСА. Сенатор Френк Черч, председавао је истражном комитету Сената који је открио многе до тада непознате активности, као што је планирање убиства кубанског председника Фидела Кастра, које је по наредби председника Џона Ф. Кенедија и државног тужиоца Роберта Ф. Кенедија, требало да организује ЦИА. Током истраге такође је установљено да је НСА активно прислушкивала телефоне америчких грађана.

## Особље

### Директори
- 1952—1956. генерал-пуковник Ралф Џ. Кејнајн (Ralph J. Canine), Армија САД.
- 1956—1960. генерал-пуковник Џон А. Семфорд, Америчко ратно ваздухопловство.
- 1960—1962. вицеадмирал Лоренс Х. Фрост (Laurence H. Frost), Америчка ратна морнарица.
- 1962—1965. генерал-пуковник Гордон А. Блејк (Gordon A. Blake), Америчко ратно ваздухопловство.
- 1965—1969. генерал-пуковник Маршал С. Картер (Marshall S. Carter), Армија САД.
- 1969—1972. вицеадмирал Ноел А. М. Гејлор (Noel A. M. Gaylor), Америчка ратна морнарица.
- 1972—1973. генерал-пуковник Семјуел К. Филипс (Samuel C. Phillips), Америчко ратно ваздухопловство.
- 1973—1977. генерал-пуковник Лев Ален Џр. (Lew Allen, Jr.), Америчко ратно ваздухопловство.
- 1977—1981. вицеадмирал Боби Реј Инмен (Bobby Ray Inman), Америчка ратна морнарица.
- 1981—1985. генерал-пуковник Линколн Д. Фаурер (Lincoln D. Faurer), Америчко ратно ваздухопловство.
- 1985—1988. генерал-пуковник Вилијам И. Одом (William E. Odom), Армија САД.
- 1988—1992. вицеадмирал Вилијам О. Стадмен (William O. Studeman), Америчка ратна морнарица.
- 1992—1996. вицеадмирал Џон М. Меконели (John M. McConnell), Америчка ратна морнарица.
- 1996—1999. генерал-пуковник Кенет А. Минихен (Kenneth A. Minihan), Америчко ратно ваздухопловство.
- 1999—2005. генерал-пуковник Мајкл В. Хејден (Michael V. Hayden), Америчко ратно ваздухопловство.
- 2005. - до данас генерал-пуковник Кит Б. Александер (Keith B. Alexander), Армија САД.

### Заменици директора
- дец. 1952. - нов. 1953. контраадмирал Џозеф Венгер (Joseph Wenger), Америчка ратна морнарица.
- нов. 1953. - јун 1956. бригадни-генерал Џон Акерман (John Ackerman), Америчко ратно ваздухопловство.
- јун 1956. - авг. 1956. генерал-мајор Џон А. Семфорд, Америчко ратно ваздухопловство.
- авг. 1956. - сеп. 1957. Џозеф Х. Рим (Joseph H. Ream)
- окт. 1957. - јул 1958. др. Х. Т. Енгстром (H. T. Engstrom)
- авг. 1958. - апр. 1974. др. Луис В. Тордеља (Louis W. Tordella), Америчка ратна морнарица.
- апр. 1974. - мај 1978. Бенсон К. Бафам (Benson K. Buffham)
- мај 1978. - апр. 1980. Роберт И. Дрејк (Robert E. Drake)
- апр. 1980. - јул 1982. Ен З. Каракристи (Ann Z. Caracristi)
- јул 1982. - јун 1985. Роберт И. Рич (Robert E. Rich)
- јун 1985. - март 1988. Чарлс Р. Лорд (Charles R. Lord)
- март 1988. - јул 1990. Џералд Р. Јанг (Gerald R. Young)
- јул 1990. - феб. 1994. Роберт Л. Престл (Robert L. Prestel)
- Феб. 1994. - окт. 1997. Вилијам П. Кроуел (William P. Crowell)
- окт. 1997. - јун 2000. Барбара А. Макнамара (Barbara A. McNamara)
- јун 2000. - до данас Вилијам И. Блејк Џр. (William B. Black, Jr.)

### Значајни криптоаналитичари
- Ламброс Д. Калимахос (Lambros D. Callimahos)
- Агнес Мајер Дрискол (Agnes Meyer Driscoll)
- Вилијам Ф. Фридмен (William F. Friedman)
- Соломон Кулбек (Solomon Kullback)
- Френк Ровлет (Frank Rowlett)
- Абрахам Синков (Abraham Sinkov)
- Луис В. Тордела (Louis W. Tordella)

## НСА системи за дешифровање
Главни чланак: НСА системи за дешифровање
НСА је заслужна са шифрантске компоненте ових система:
- EKMS - Систем за управљање електронским кључем (Electronic Key Management System)
- FNBDT - Будући уско-таласни дигитални терминал (Future Narrow Band Digital Terminal)
- Fortezza - Дешифровање засновано на преносним крипто токену у облику ПЦ картице.
- KL-7 ADONIS off-line rotor encryption machine (post-WW II to 1980s)
- KW-26 ROMULUS electronic in-line teletype encryptor (1960s-1980s)
- KW-37 JASON fleet broadcast encryptor (1960s-1990s)
- KY-57 - Винсон, тактичи урећај за крипто-заштиту гласа који се преноси путем радио везе.
- SINCGARS - тактички радио са криптографском контролом промене фреквенција.
- STE - Сигурна телефонска опрема (Secure telephone equipment)
- STU-III - Старији сигурносни телефонски апарат.

## Прошле и садашње активности СИГИНТ-а ()
- Ултра
- Магија (криптографија)
- Пурпурна шифра (Purple code)
- Пројекат ВЕНОНА (VENONA project)
- Инцидент у Тонкиншком заливу
- УСС Либерти инцидент
- УСС Пуебло (АГЕР-2)
- ECHELON

## У фикцији
Главни чланак: НСА у фикцији
Откако је постојање НСА постало шире познато у последњих неколико деценија, а нарочито за време деведесетих година 20. века, агенција се често појављује у књижевним делима и делима филмске уметности. У већини ових дела преувеличава се улога организације у сензационалним активностима које се приписују обавештајним агенцијама. Као индикатор раста популарности агениције говори и њено конкретно појављивање у филму о тајном агенту Џејмсу Бонду из 2002. године под називом "Умри други дан" (Die Another Day); Бондову девојку игра америчка глумица Хали Бери која у филму ради за НСА. НСА је такође приказана и у бројним другим филмовима, телевизијским серијама, књигама и видео-играма.

### НСА рачунари
- FROSTBURG
- HARVEST